# Kobresia inflata
Kobresia inflata là loài thực vật có hoa trong họ Cói. Loài này được P.C.Li ex S.R.Zhang mô tả khoa học đầu tiên năm 2004.